# Roumare
Roumare är en kommun i departementet Seine-Maritime i regionen Normandie i norra Frankrike. Kommunen ligger i kantonen Notre-Dame-de-Bondeville som tillhör arrondissementet Rouen. År 2022 hade Roumare 1 561 invånare.

## Befolkningsutveckling
Antalet invånare i kommunen Roumare
| Referens: INSEE |